# Вивијане Мидема
Ана Маргарета Марина Астрид Мидема (хол. Anna Margaretha Marina Astrid Miedema; 15. јул 1996) професионална је холандска фудбалерка која игра на позицији нападача. Тренутно наступа за Манчестер сити и репрезентацију Холандије.
Сматра се једном од најбољих фудбалерки данашњице због своје ефикасности и технике. Најбољи је стрелац Суперлиге и репрезентације Холандије.

## Клупска каријера
Професионалну каријеру је почела у Херенвену где је провела три сезоне. Године 2014. је прешла у Бајерн Минхен у којем је за три сезоне постигла преко 50 голова у свим такмичењима.
У мају 2017. је потписала уговор са Арсеналом. Дана 29. октобра постигла је свој први гол и то против Евертона. На уводном мечу у сезони 2018/19. Мидема је постигла хет-трик против Ливерпула. Дана 18. октобра 2020. постала је прва играчица која је постигла 50 голова у Суперлиги. То се десило на утакмици против Тотенхема када је постигла и хет-трик.

## Репрезентативна каријера
Након што је наступала за млађе селекције Холандије, за сениорску репрезентацију дебитовала је 26. септембра 2013. против Албаније. Месец дана касније је постигла хет-трик против Португалије што су били њени први голови за репрезентацију.
На Европском првенству 2017. је постигла четири гола од којих су два била у финалу против Данске. Дана 15. јуна 2019. постала је најбољи стрелац репрезентације Холандије постигавши свој 60. гол против Камеруна.

## Приватни живот
Њена бивша партнерка је Лиса Еванс, бивша саиграчица из Арсенала.